# Frédéric Ozanam

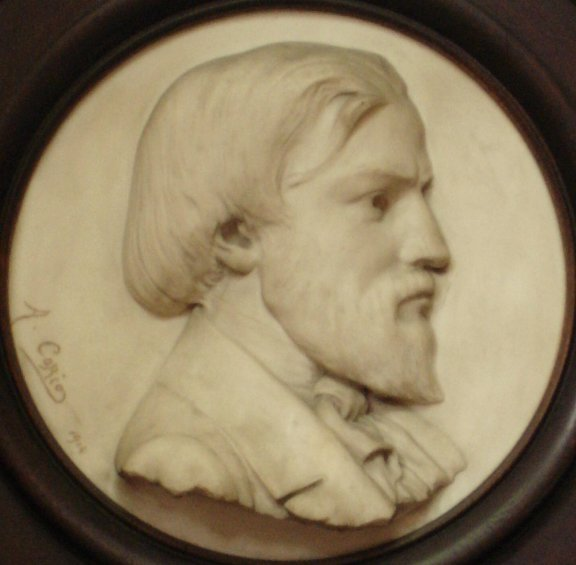
Gedächtnisplakette der Vinzenzgemeinschaft in der Pfarrkirche Saint-Étienne-du-Mont

Antoine Frédéric Ozanam (* 23. April 1813 in Mailand; † 8. September 1853 in Marseille) war ein französischer Gelehrter. Er ist ein Seliger der katholischen Kirche.

## Leben
Frédéric Ozanam stammte aus einer bereits im 16. Jahrhundert zum Christentum konvertierten Familie ursprünglich jüdischer Herkunft. Der Mathematiker Jacques Ozanam († 1718) war ein Verwandter. Seine Kindheit verlebte Frédéric in Mailand. Einen wesentlichen Einfluss auf seine geistige Entwicklung hatte der konservative katholische Geistliche Abbé Noirot. 1831 veröffentlichte Ozanam ein Pamphlet gegen die frühsozialistischen Ideen des Henri de Saint-Simon mit dem Titel Réflexions sur la doctrine de Saint-Simon.
Während er in Paris Rechtswissenschaften studierte, veröffentlichte er gleichzeitig zahlreiche Artikel in katholischen Blättern. Ozanam hatte das Gedankengut von Vinzenz von Paul aufgenommen, der als Reaktion auf die konkret erlebte Not Caritasbruderschaften in den Pfarreien gründete, in denen Frauen sich organisierten, um Armen und Kranken zu helfen. An der Schwelle zum Industriezeitalter erkannte Ozanam die Notwendigkeit organisierter Caritas und gründete schon als Student eine Caritasbruderschaft. Aus seiner Initiative gingen die heute noch aktiven Vinzenzkonferenzen bzw. Vinzenzgemeinschaften hervor.
1836 promovierte er an der Juristischen Fakultät in Paris und 1838 promovierte er auch in den Literaturwissenschaften mit einer Studie über Dante, mit welcher er große Bekanntheit erlangte. 1839 wurde er Professor für Wirtschaftswissenschaften an der Universität Lyon und 1840 Assistenzprofessor für Literaturwissenschaft an der Faculté des Lettres der Sorbonne in Paris. Im Jahr darauf heiratete er Amélie Soulacroix. 1846 wurde er korrespondierendes Mitglied der Historischen Klasse der Bayerischen Akademie der Wissenschaften.
Am 8. September 1853 verstarb er in Marseille. Er wurde in der Krypta der Kirche St-Joseph-des-Carmes des Institut Catholique de Paris begraben.

## Seligsprechung
Am 22. August 1997 wurde er in der Kathedrale Notre Dame in Paris von Johannes Paul II. seliggesprochen.

## Rezeption
In seinem 1884 veröffentlichten Roman Gegen den Strich lässt Joris-Karl Huysmans sein literarisches Ich „Jean Floressas Des Esseintes“ über den literarischen Stil Frédéric Ozanams urteilen:
Geschraubter, gehaltener und ernster war der von der Kirche hochgeschätzte Apologetiker Ozanam, der Inquisitor der christlichen Sprache. Obwohl es schwer war, ihn zu durchschauen, so war Des Esseintes doch erstaunt über die Sicherheit dieses Schriftstellers, der von den unerforschlichen Absichten Gottes sprach, wo er besser die Beweise für seine unwahrscheinlichen Behauptungen beigebracht hätte; mit der kaltblütigsten Unverfrorenheit entstellte er die Ereignisse, widerlegte, noch kühner als die Panegyriker der anderen Parteien, die beglaubigten Tatsachen der Geschichte, bescheinigte, daß die Kirche ihre Achtung für die Wissenschaft nie verborgen hätte, bezeichnete Ketzereien als unreine Miasmen, behandelte den Buddhismus und die anderen Religionen so verächtlich, daß er sich sogar entschuldigte, mit dem Angriff gegen ihre Lehren die katholische Prosa zu besudeln. Manchmal hauchte die religiöse Leidenschaft seiner oratorischen Sprache, unter deren Eis ein Strom verhaltenen Ungestüms kochte, eine gewisse Glut ein. In seinen zahlreichen Schriften über Dante, den heiligen Franziskus, den Autor des «Stabat», die franziskanischen Dichter, den Sozialismus, das Handelsrecht, kurz über alles, verteidigte dieser Mann den Vatikan, den er für unfehlbar hielt, und beurteilte ohne Unterschied alle Angelegenheiten nur danach, wieweit sie mit seiner eigenen Sache übereinstimmten oder davon abwichen.

## Schriften
- Dante et la philosophie catholique au XIII. siècle (Paris 1839, 2. Aufl. 1845; deutsch, Münster 1858)
- Études germaniques (Paris 1847–49, 2 Bde.)
- Documents inédits pour servir à l’histoire de l’Italie depuis le VIII. siècle jusqu’au XIII. (Paris 1850)
- Les poetes franciscains en Italie au XIII. siècle (Paris 1852; deutsch, Münster 1853)
- Œuvres complètes, herausgegeben von Jean-Jacques Ampère (4. Aufl., Paris 1873, 11 Bde.)
- (Übers.) Le Purgatoire de Dante. Traduction et commentaire. Paris 1862.[2]

## Ausgaben
- Gérard Cholvy: Frédéric Ozanam, l’engagement d’un intellectuel catholique au XIXe siècle. Paris, Fayard 2003, ISBN 2-213-61482-2. Roland de Jouvenel ().